# Milieu King A
Pour les articles homonymes, voir King.
Le King A est un milieu de culture utilisé pour mettre en évidence la pyocyanine de Pseudomonas aeruginosa.

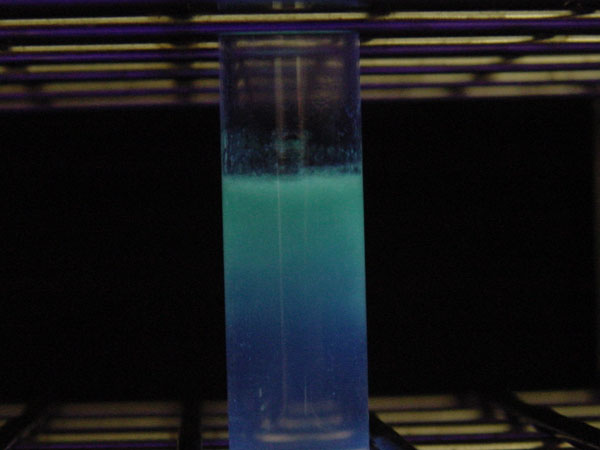
Le milieu King A apres Incubation

## Composition
- peptone dite "A" : 20,0 g
- glycérol : 10,0 g
- sulfate de potassium : 10,0 g
- chlorure de magnésium : 1,4 g
- agar purifié : 12,0 g

pH = 7,2

## Préparation
45 g de poudre par litre. Stérilisation classique. Ajouter 10 cm3 de glycérol après autoclavage.

## Lecture
La pyocyanine bleuit le milieu. Elle est soluble dans le trichlorométhane (chloroforme). Une coloration rouge traduit la production de pyorubine.